# USS Walton (DE-361)
USS Walton (DE-361) là một tàu hộ tống khu trục lớp John C. Butler từng phục vụ cùng Hải quân Hoa Kỳ trong Chiến tranh Thế giới thứ hai. Nó là chiếc tàu chiến duy nhất của Hải quân Hoa Kỳ được đặt cái tên này, theo tên Trung sĩ Thủy quân Lục chiến Merrit Cecil Walton (1915–1943), người từng phục vụ cùng Sư đoàn 1 Thủy quân Lục chiến trong Chiến dịch Guadalcanal, đã tử trận tại Gavutu vào ngày 7 tháng 8, 1942 và được truy tặng Huân chương Chữ thập Hải quân. Nó đã phục vụ trong suốt Thế chiến II, được cho ngừng hoạt động sau khi xung đột chấm dứt vào năm 1946, rồi được huy động để phục vụ trở lại trong cuộc Chiến tranh Triều Tiên và Chiến tranh Lanh từ năm 1951 đến năm 1968. Con tàu cuối cùng bị đánh chìm như một mục tiêu ngoài khơi vào năm 1969. Walton được tặng thưởng hai Ngôi sao Chiến trận do thành tích phục vụ trong Chiến tranh Triều Tiên.

## Thiết kế và chế tạo
Lớp John C. Butler được thiết kế nhằm đáp ứng nhu cầu một số lượng lớn nhưng rẻ tiền của một kiểu tàu hộ tống chống tàu ngầm để hộ tống các đoàn tàu vận tải vượt đại dương. Chúng có chiều dài chung 306 foot (93,3 m), mạn tàu rộng 36 foot 10 inch (11,2 m) và mớn nước 13 foot 4 inch (4,1 m), trọng lượng choán nước tiêu chuẩn 1.350 tấn Anh (1.372 t), và lên đến 1.745 tấn Anh (1.773 t) khi đầy tải, với một thủy thủ đoàn bao gồm 14 sĩ quan và 201 thủy thủ. Con tàu được vận hành bởi hai turbine hơi nước hộp số Westinghouse; hơi nước được cung cấp bởi hai nồi hơi "D" Express, tạo ra công suất 12.000 mã lực càng (8.900 kW) và cho phép đạt được tốc độ tối đa 24 hải lý trên giờ (44 km/h; 28 mph). Nó có tầm hoạt động 6.000 hải lý (11.000 km; 6.900 mi) ở tốc độ đường trường 12 hải lý trên giờ (22 km/h; 14 mph).
Dàn vũ khí chính bao gồm hai tháp pháo 5-inch/38 caliber đa dụng nòng đơn, được dẫn đường bởi hệ thống điều khiển hỏa lực Mark 51; vũ khí phòng không gồm hai khẩu đội Bofors 40 mm L/60 nòng đôi và mười khẩu Oerlikon 20 mm nòng đơn cũng được dẫn đường bởi hệ thống Mark 51. Ngoài ba ống phóng ngư lôi 21 inch (533 mm), vũ khí chống ngầm bao gồm hai đường ray thả mìn sâu, tám máy phóng mìn sâu K-gun cùng một dàn súng cối chống ngầm Hedgehog. Con tàu được trang bị sonar kiểu QC, radar dò tìm mặt biển SL và radar dò tìm không trung SA.
Walton được đặt lườn tại xưởng tàu của hãng Consolidated Steel Corporation ở Orange, Texas vào ngày 21 tháng 3, 1944. Nó được hạ thủy vào ngày 20 tháng 5, 1944, được đỡ đầu bởi bà Clara Olson, mẹ của Trung sĩ Walton, và được cho nhập biên chế cùng Hải quân Hoa Kỳ vào ngày 4 tháng 9, 1944 dưới quyền chỉ huy của Hạm trưởng, Thiếu tá Hải quân Wilbur Summers Wills, Jr.

## Lịch sử hoạt động

### Thế Chiến II
Sau khi hoàn tất việc chạy thử máy huấn luyện tại khu vực Bermuda, Walton được sửa chữa sau chạy thử máy tại Xưởng hải quân Boston trước khi khởi hành đi Hampton Roads, Virginia, đi đến Norfolk vào ngày 15 tháng 11,  1944. Tại đây nó phục vụ như tàu huấn luyện các thủy thủ đoàn của những tàu hộ tống khu trục trong tương lai trước khi gia nhập Đội hộ tống 85. Được điều động sang khu vực Mặt trận Thái Bình Dương, nó lên đường, băng qua kênh đào Panama và đi đến Bora Bora thuộc quần đảo Society vào ngày 22 tháng 12. Con tàu tiếp tục đi ngang qua vịnh Purvis tại đảo Florida thuộc quần đảo Solomon để đến Seeadler Harbor tại đảo Manus thuộc quần đảo Admiralty, nơi nó được sửa chữa và nâng cấp. Khẩu đội phòng không Bofors 40 mm phía sau tàu được thay thế bởi một khẩu đội bốn nòng, một sự tăng cường cần thiết nhằm đối phó lại các cuộc tấn công cảm tử của máy bay Kamikaze Nhật Bản.
Đi đến Hollandia, New Guinea, Walton rời cảng này vào ngày 21 tháng 1, 1945 hộ tống một đoàn tàu vận tải tiếp liệu hướng sang Philippines, đi đến vịnh San Pedro, Leyte mười ngày sau đó. Từ tháng 2 đến tháng 4, nó hộ tống các đoàn tàu vận tải đi lại giữa Hollandia và vịnh Lingayen, Philippines, thực hiện các chuyến đi giữa Leyte và Kossol Roads, Palau cũng như đi đến vịnh Mangarin, Mindoro, Philippines. Vào cuối tháng 4, nó tuần tra tại vùng biển giữa các đảo Homonhon và Dinagat, và tại lối ra vào vịnh Leyte.
Sang tháng 5, Walton viếng thăm Manila, Leyte và Hollandia trước khi cùng Đội hộ tống 85 đi đến vịnh Subic thay phiên cho một đội hộ tống khu trục khác trong nhiệm vụ tuần tra chống tàu ngầm dọc bờ biển Luzon. Họ truy lùng những tàu ngầm đối phương xuất phát từ Trung Quốc, Đài Loan hay từ chính quốc Nhật Bản, đồng thời tham gia huấn luyện phối hợp với những tàu ngầm Hoa Kỳ và Anh Quốc giữa những chuyến tuần tra, và hộ tống những tàu ngầm này ra vào cảng. Nó đã cùng tàu ngầm Brill (SS-330) đi đến mũi Calavite, Mindoro để cùng phối hợp phá hủy xác tàu đắm một tàu chở dầu Nhật Bản bị mắc cạn trên bãi biển, rồi đến ngày 28 tháng 7 đã cùng các tàu chị em Rolf (DE-362) và Douglas A. Munro (DE-422) tuần tra tìm-diệt tàu ngầm dọc bờ biển phía Đông Luzon ngoài khơi vịnh Casiguran, nhưng không có kết quả.
Walton vẫn đang hoạt động tại khu vực vịnh Subic khi Nhật Bản chấp nhận đầu hàng vào ngày 15 tháng 8, giúp chấm dứt vĩnh viễn cuộc xung đột. Nó tiếp tục phục vụ cùng lực lượng chiếm đóng, hộ tống cho tàu tiếp dầu Chepachet (AO-78) đi đến điểm hẹn tiếp liệu cho lực lượng đặc nhiệm tàu sân bay nhanh vào cuối tháng 8, rồi quay trở lại vịnh Buckner và ở lại khu vực Okinawa cho đến ngày 2 tháng 9. Nó sau đó hộ tống cho tàu bệnh viện Mercy (AH-8) đi sang Jinsen (nay là Inchon), Triều Tiên, đã phá hủy tổng cộng 11 quả thủy lôi trôi nổi trong lúc đang băng qua Hoàng Hải. Sau khi đến Jinsen vào ngày 8 tháng 9, nó tham gia vào việc di tản những cựu tù binh chiến tranh Đồng Minh khỏi các trại tập trung gần cảng. Vào ngày 26 tháng 9, đang khi làm nhiệm vụ dẫn đường ra vào cảng, một tàu đổ bộ LCT do tàu LST-557 kéo đã va vào mĩi tàu bên mạn trái, làm thủng một lổ lớn và hư hại nhiều khung lườn tàu.
Sau khi được sửa chữa cặp bên mạn tàu sửa chữa Jason (ARH-1), Walton hộ tống cho chiếc tàu vận tải tấn công Geneva (APA-86) đi đến Đại Cô Khẩu, Trung Quốc. Tại đây nó tiếp tục giải phóng những người bị giam giữ khỏi các trại tập trung ở phía Bắc Trung Quốc, rồi lên đường đi đến bán đảo Sơn Đông, và hộ tống cho Geneva vận chuyển những thường dân bị giam giữ từ Thanh Đảo đến Hong Kong. Trên đường đi vào các ngày 10 và 11 tháng 10, nó phải đổi hướng để né tránh một cơn bão, và đi đến Hong Kong vào ngày 13 tháng 10. Nó ở lại cảng này cho đến ngày 4 tháng 11, khi nó lên đường hộ tống cho tàu kho chứa Iolanda (AKS-14) đi sang Thượng Hải rồi tiếp tục đi đến Jinsen, tiếp tục phải phá hủy những quả thủy lôi trôi nổi bắt gặp trên đường đi.
Được lệnh quay trở về Hoa Kỳ, Walton cùng với tàu chị em Pratt (DE-363) rời Jinsen vào ngày 20 tháng 11 để đi sang Okinawa, nơi họ đó lên tàu hành khách là những cựu chiến binh muốn hồi hương trong khuôn khổ Chiến dịch Magic Carpet. Lên đường vào ngày 25 tháng 11, các con tàu đi ngang qua quần đảo Hawaii trước khi về đến San Pedro, California vào ngày 16 tháng 12. Nó sau đó chuyển đến San Diego, California, được cho xuất biên chế vào ngày 31 tháng 5, 1946 và được đưa về Hạm đội Dự bị Thái Bình Dương.

### Chiến tranh Triều Tiên
Sau khi cuộc Chiến tranh Triều Tiên bùng nổ vào tháng 6, 1950, Walton được cho tái biên chế trở lại tại San Diego vào ngày 26 tháng 1, 1951 dưới quyền chỉ huy của Hạm trưởng, Thiếu tá Hải quân John D. Brink. Nó hoạt động huấn luyện dọc theo bờ biển California, và hỗ trợ cho việc huấn luyện tàu ngầm cũng như cho Trường Sonar Hạm đội tại San Diego. Chính thức chuyển cảng nhà đến Trân Châu Cảng vào ngày 4 tháng 11, 1951, nó cùng các tàu hộ tống khu trục USS Currier và USS Marsh khởi hành từ San Diego vào ngày 19 tháng 4, 1952 cho một lượt phục vụ tại Viễn Đông; lực lượng được tăng cường thêm tàu hộ tống khu trục USS McCoy Reynolds tại Trân Châu Cảng để hình thành nên Đội hộ tống 92. Nó đi đến ngoài khơi Hungnam vào ngày 17 tháng 5, và bắt đầu tham gia hoạt động phong tỏa và bắn phá ngoài khơi bờ biển Triều Tiên.
Trong suốt bốn tháng tiếp theo, Walton phục vụ trong thành phần lực lượng hải quân Liên Hiệp Quốc vốn còn bao gồm tàu chiến của Anh, Thái Lan, Colombia và Hàn Quốc. Trong các chuyến tuần tra, nó đã bắn hơn 2.000 quả đạn pháo 5 inch (130 mm) xuống các mục tiêu trên bờ, hỗ trợ các chiến dịch quét mìn, tấn công phối hợp với các đợt không kích từ tàu sân bay, cũng như từng hoạt động tìm kiếm và giải cứu một phi công hải quân bị bắn rơi. Trong một dịp, con tàu đã cho đổ bộ một đội đặc nhiệm lên bờ để trinh sát một cảng Bắc Triều Tiên. Trong lượt phục vụ tại khu vực Tây Thái bình Dương này, nó cũng tham gia nhiệm vụ tuần tra tại eo biển Đài Loan nhằm ngăn chặn lực lượng Cộng sản tấn công phe Quốc dân Đảng đã rút lui ra Đài Loan sau khi thua trận trong cuộc Nội chiến. Con tàu cũng tham gia tập trận chống tàu ngầm tại vùng biển Nhật Bản.
Quay trở về Trân Châu Cảng vào ngày 29 tháng 8, Walton được bảo trì trong tháng 9, rồi quay trở lại nhịp điệu huấn luyện thường trong thời bình tại vùng biển quần đảo Hawaii. Sau khi được đại tu tại Xưởng hải quân Trân Châu Cảng, nó lên đường vào ngày 9 tháng 5, 1953 để đi sang Viễn Đông ngang qua Midway. Đặt căn cứ tại Sasebo, Nhật Bản, nó đã hoạt động ngoài khơi Busan và sau đó tuần tra chung quanh đảo Jeju cho đến tháng 7. Sau khi đến Beppu để được bảo trì cặp bên mạn một tàu tiếp liệu, nó phục vụ trong thành phần hộ tống cho Lực lượng Đặc nhiệm 77, rồi quay trở lại Busan trước khi tiếp tục tuần tra tại khu vực giữa Sasebo và bờ biển phía Đông bán đảo Triều Tiên.
Sau khi thỏa thuận đình chiến được ký kết vào ngày 27 tháng 7, giúp tạm thời chấm dứt cuộc xung đột, Walton đã viếng thăm cảng Hong Kong trước khi được bảo trì tại căn cứ vịnh Subic, Philippines. Nó sau đó lần lượt viếng thăm Yokosuka, Sasebo và Kobe, Nhật Bản, cũng như hoạt động tại vùng biển Triều Tiên trong tháng 11, trước khi hộ tống một đoàn tàu vận tải quay trở về Trân Châu Cảng vào ngày 11 tháng 12, 1953.

### 1954 - 1968
Trong năm 1954, Walton tiến hành huấn luyện thường trong thời bình tại vùng biển Hawaii, bao gồm thực hành tác xạ và huấn luyện chống tàu ngầm, xen kẻ với những lượt đại tu và bảo trì trong cảng. Trong tháng 5, nó thực hành tìm-diệt tàu ngầm phối hợp với các tàu ngầm hạm đội, rồi rời Trân Châu Cảng vào ngày 15 tháng 6 cho lượt biệt phái phục vụ tiếp theo tại khu vực Tây Thái Bình Dương. Vào ngày 9 tháng 7, nó thay phiên cho tàu tiếp liệu tàu ngầm Orca (AVP-49) để phục vụ như tàu căn cứ tại Hong Kong. Trong lượt hoạt động tại đây, con tàu từng đi đến vịnh Subic để bảo trì, và hai lần phải cơ động ra khỏi cảng để né tránh các cơn bão Ida từ ngày 28 đến ngày 30 tháng 8, và bão Pamela từ ngày 5 đến ngày 7 tháng 11.
Rời Hong Kong vào ngày 8 tháng 11, trong hành trình quay trở về Trân Châu Cảng ngang qua Philippines, Guam và Midway, Walton lại phải cơ động để né tránh các cơn bão Ruby từ ngày 2 đến ngày 11 tháng 11, và bão Sally từ ngày 10 đến ngày 20 tháng 11. Trong giai đoạn từ cuối tháng 11, 1954 cho đến đầu tháng 5, 1955, nó hoạt động huấn luyện và bảo trì tại khu vực Hawaii.

## Phần thưởng
Walton được tặng thưởng hai Ngôi sao Chiến trận do thành tích phục vụ trong Chiến tranh Triều Tiên.
|                           |  |             |
|                           |  | Bronze star |
| Bronze star · Bronze star |  |             |
|                           |  |             |

| Dãi băng Hoạt động Tác chiến (truy tặng)                 | Huân chương Phục vụ Trung Hoa                 | Huân chương Chiến dịch Hoa Kỳ                                   |
| Huân chương Chiến dịch Châu Á-Thái Bình Dương            | Huân chương Chiến thắng Thế Chiến II          | Huân chương Phục vụ Phòng vệ Quốc gia với 1 Ngôi sao Chiến trận |
| Huân chương Phục vụ Triều Tiên với 2 Ngôi sao Chiến trận | Huân chương Viễn chinh Lực lượng Vũ trang     | Đơn vị Tuyên dương Tổng thống (Hàn Quốc)                        |
| Huân chương Giải phóng Philippine (Philippine)           | Huân chương Liên Hiệp Quốc Phục vụ Triều Tiên | Huân chương Phục vụ Chiến tranh Triều Tiên (Hàn Quốc)           |